# 18-й механизированный корпус
18-й механизированный корпус (18 мк) — формирование (соединение, механизированный корпус) автобронетанковых войск РККА вооружённых сил СССР в период Великой Отечественной войны.
Условное наименование — войсковая часть (В/Ч) № 9805.
18-й механизированный корпус РККА входил в состав 9-й армии Одесского военного округа (с 24 июня 1941 года — Юго-Западного фронта).

## История формирования
18-й механизированный корпус начал формироваться в марте 1941 года в Одесском военном округе.
44-я танковая дивизия формировалась на базе 49-й легкотанковой бригады. 47-я танковая дивизия формировалась на базе 23-й легкотанковой бригады (II формирования). 218-я моторизованная дивизия сформирована на базе 12-й мотострелковой бригады.
По состоянию на утро 22 июня 1941 года корпус был укомплектован танками всего на 27 %.
|                              | БТ-2 | БТ-5 | БТ-7 | Т-26  | ХТ | Т-37/38 | Всего |
| ---------------------------- | ---- | ---- | ---- | ----- | -- | ------- | ----- |
| Управление                   |      |      | 4    |       |    |         | 4     |
| 44-я танковая дивизия        |      |      | 5    | 146/1 | 12 | 14      | 177/1 |
| 47-я танковая дивизия        | 4    | 10   |      | 7     |    |         | 21    |
| 218-я моторизованная дивизия | 13   | 61/1 | 9    |       |    |         | 83/1  |
| Всего                        | 17   | 71/1 | 18   | 153/1 | 12 | 14      | 285/2 |

Так же 47-я дивизия имела 37 танкеток Т-27. 
Кроме того корпус имел 6 бронеавтомобилей. 1 БА-10 находился в батальоне связи корпуса. Еще 5 БА числились в 44-й танковой дивизии.

## Командный состав
- Командир корпуса — генерал-майор танковых войск Волох, Пётр Васильевич.
- Начальник штаба — полковник Кравченко, Андрей Григорьевич.
  - Начальник оперативного отдела штаба — капитан Е. А. Кузин (ВрИО).
- Заместитель по политической части — полковой комиссар Гаврилов, Иван Александрович, с 20 марта 1941 года по 28 августа 1941 года.
- Заместитель начальника отдела политпропаганды — старший батальонный комиссар Ефим Сергеевич Усачёв, с 20 марта 1941 года по 28 августа 1941 года.
- Помощник по технической части — бригинженер Иван Игнатьевич Михалькевич (до 10 мая 1941 года).
- Начальник разведывательного отдела — капитан Константин Петрович Кузьменко, с 1 августа 1941 года.
- Начальник отдела связи — майор Ф. Н. Борсук.
- Начальник строевого отдела — капитан Леонид Анатольевич Волынский, пропал без вести 2 августа 1941 года.
- Начальник отдела тыла — майор Фёдор Афанасьевич Зайцев, с 30 июня 1941 года.
- Начальник артиллерии — полковник Сергей Петрович Иорданский.
- Начальник артиллерийского снабжения — майор Ю. Д. Зубкевич.
- Начальник инженерной службы — подполковник Алексей Кондратьевич Салов, пропал без вести 4 августа 1941 года.
- Начальник химической службы — подполковник В. М. Иванченко.
- Начальник автотранспортной службы — майор И. В. Щекутин.
- Начальник санитарной службы — военврач 2 ранга И. М. Барбетов.
- Начальник снабжения — интендант 1 ранга А. И. Павловский.
- Начальник бронетанкового снабжения — майор А. Г. Абрамов.
- Начальник автотракторного снабжения — майор М. Н. Киреев, с 23 июня 1941 года.

## Состав
- Управление (штаб) корпуса — город Аккерман
- 44 танковая дивизия — В/Ч № 2819 город — полковник Крымов, Василий Петрович
- 47-я танковая дивизия — В/Ч № 9704 город Тарутино — полковник Георгий Семёнович Родин
- 218-я моторизованная дивизия
- и другие формирования